# ワシントンD.C.市長
ワシントンD.C.市長（英: mayor of Washington, D.C.）は、アメリカ合衆国の首都・コロンビア特別区（ワシントンD.C.）の首長である。現在ではコロンビア特別区長（英: Mayor of the District of Colombia）が該当する。
この記事では現行の特別区長を含めて、ワシントンD.C.における歴代の首長について解説する。

## ワシントン市長（1802年 - 1871年）
| 氏名                               | 就任   | 退任   |
| ---------------------------------- | ------ | ------ |
| ロバート・ブレント                 | 1802年 | 1812年 |
| ダニエル・ラパイン                 | 1812年 | 1813年 |
| ジェームズ・H・ブレイク            | 1813年 | 1817年 |
| ベンジャミン・G・オア              | 1817年 | 1819年 |
| サミュエル・N・スモールウッド      | 1819年 | 1822年 |
| トーマス・カーバリー               | 1822年 | 1824年 |
| サミュエル・N・スモールウッド      | 1824年 | 1824年 |
| ロジャー・C・ウェイトマン          | 1824年 | 1827年 |
| ジョゼフ・ゲイルズ                 | 1827年 | 1830年 |
| ジョン・P・ヴァン・ネス            | 1830年 | 1834年 |
| ウィリアム・A・ブラッドリー        | 1834年 | 1836年 |
| ピーター・フォース                 | 1836年 | 1840年 |
| ウィリアム・ウィンストン・シートン | 1840年 | 1850年 |
| ウォルター・レノックス             | 1850年 | 1852年 |
| ジョン・ウォーカー・モーリー       | 1852年 | 1854年 |
| ジョン・T・タワーズ                | 1854年 | 1856年 |
| ウィリアム・B・マグルーダー        | 1856年 | 1858年 |
| ジェームズ・G・ベレット            | 1858年 | 1861年 |
| リチャード・ウォラック             | 1861年 | 1868年 |
| セイルズ・J・ボウエン              | 1868年 | 1870年 |
| マシュー・G・エメリー              | 1870年 | 1871年 |

## ジョージタウン市長（1790年 - 1871年）
ジョージタウンは1801年までメリーランド州の都市であった。任期は1年で、再任に制限はなかった。
| 氏名                      | 就任   | 退任   |
| ------------------------- | ------ | ------ |
| ロバート・ピーター        | 1790年 | 1791年 |
| トーマス・ビール          | 1791年 | 1792年 |
| ユーライア・フォレスト    | 1792年 | 1793年 |
| ジョン・スレルケルド      | 1793年 | 1794年 |
| ペドロ・カセナベ          | 1794年 | 1795年 |
| トーマス・ターナー        | 1795年 | 1796年 |
| ダニエル・ラインツェル    | 1796年 | 1797年 |
| ロイド・ビオール          | 1797年 | 1799年 |
| ダニエル・ラインツェル    | 1799年 | 1804年 |
| トーマス・コーコラン      | 1805年 | 1806年 |
| ダニエル・ラインツェル    | 1806年 | 1807年 |
| トーマス・コーコラン      | 1808年 | 1810年 |
| デイヴィッド・ワイリー    | 1811年 | 1812年 |
| トーマス・コーコラン      | 1812年 | 1813年 |
| ジョン・ピーター          | 1813年 | 1818年 |
| ヘンリー・フォクサル      | 1819年 | 1820年 |
| ジョン・ピーター          | 1821年 | 1822年 |
| ジョン・コックス          | 1823年 | 1845年 |
| ヘンリー・アディソン      | 1845年 | 1857年 |
| リチャード・R・フォード   | 1857年 | 1861年 |
| ヘンリー・アディソン      | 1861年 | 1867年 |
| チャールズ・D・ウェルチ   | 1867年 | 1869年 |
| ヘンリー・M・スウィーニー | 1869年 | 1871年 |

## コロンビア特別区長（1871年 - 1874年）
1871年、任期4年で、大統領から任命される形で設けられた。しかし、贈賄疑惑など政治的腐敗により、1874年に廃止された。
| 氏名                                 | 就任   | 退任   |
| ------------------------------------ | ------ | ------ |
| ヘンリー・D・クック                  | 1871年 | 1873年 |
| アレグザンダー・ロービー・シェパード | 1873年 | 1874年 |

## 委員会議長（1874年 - 1967年）
1874年から1967年まで、大統領任命の3人の委員による委員会によって運営された。民主党、共和党、土木技師から1人ずつ選ばれる。委員長が市政府の長を務めた。
| 氏名                                           | 就任   | 退任   | 政党   |
| ---------------------------------------------- | ------ | ------ | ------ |
| ウィリアム・デニソン                           | 1874年 | 1878年 | 共和党 |
| セス・レッドヤード・フェルプス                 | 1878年 | 1879年 | 共和党 |
| ジョサイア・デント                             | 1879年 | 1882年 | 民主党 |
| ジョセフ・ロッドマン・ウェスト                 | 1882年 | 1883年 | 共和党 |
| ジェームズ・バーカー・エドモンズ               | 1883年 | 1886年 | 民主党 |
| ウィリアム・ベニング・ウェッブ                 | 1886年 | 1889年 | 無所属 |
| ジョン・ワトキンソン・ダグラス                 | 1889年 | 1893年 | 無所属 |
| ジョン・ウェズリー・ロス                       | 1893年 | 1898年 | 無所属 |
| ジョン・ブリューワー・ライト                   | 1898年 | 1900年 | 無所属 |
| ヘンリー・ブラウン・フロイド・マクファーランド | 1901年 | 1909年 | 無所属 |
| キューノ・ヒューゴ・ルドルフ                   | 1910年 | 1913年 | 無所属 |
| オリヴァー・ペック・ニューマン                 | 1913年 | 1917年 | 無所属 |
| ルイス・ブラウンロウ                           | 1917年 | 1920年 | 無所属 |
| チャールズ・ウィラウアー・カッツ（代理）       | 1920年 | 1920年 | 無所属 |
| ジョン・ティルマン・ヘンドリック               | 1920年 | 1921年 | 無所属 |
| キューノ・ヒューゴ・ルドルフ                   | 1921年 | 1926年 | 無所属 |
| プロクター・L・ドハティ                        | 1926年 | 1930年 | 無所属 |
| ルーサー・ハルジー・ライケルダーファー         | 1930年 | 1933年 | 無所属 |
| メルヴィン・コルヴィン・ヘイゼン               | 1933年 | 1941年 | 無所属 |
| ジョン・ラッセル・ヤング                       | 1941年 | 1952年 | 無所属 |
| F・ジョゼフ・ドノヒュー                        | 1952年 | 1953年 | 無所属 |
| サミュエル・スペンサー                         | 1953年 | 1956年 | 無所属 |
| ロバート・マクローリン                         | 1956年 | 1961年 | 無所属 |
| ウォルター・ネイサン・トブレナー               | 1961年 | 1967年 | 民主党 |

## 市長官（1967年 - 1975年）
1967年、リンドン・ジョンソン大統領が、市政府機関再編成計画を発表した。大統領が任命する市長官、9人の議員、市長官アシスタントによる運営となった The mayor-commissioner and his assistant served four-year terms,。議会は正式には超党派であったが、議員6人以上の同一政党からの選出は不可とされた。議員や市長は3年以上コロンビア特別区に居住した者であり、任期中も居住者であることが求められた。
議会は、準立法権、予算の承認、不動産税の税率設定の権限を有した。市長官は議会の承認無しで、機関の統合や機関の間での予算の組み替えができた市長官は議会の決定拒否権を持つが、議会は4分の3の賛成で拒否権を覆すことができた。
ジョンソンの計画には、共和党員の多くと下院の保守的民主党員が反対した 。ジョンソンは新制度が、より効果的かつ効率的であると述べた。
ウォルター・ワシントンが初代市長官、 トーマス・W・フレッチャーが副長官に任命された The first Council appointments were Chairman John W. Hechinger, Vice Chairman Walter E. Fauntroy, Stanley J. Anderson, Margaret A. Haywood, John Nevius, William S. Thompson, J.C. Turner, Polly Shackleton, and Joseph P. Yeldell.。
| 氏名                   | 就任   | 退任   | 政党   |
| ---------------------- | ------ | ------ | ------ |
| ウォルター・ワシントン | 1967年 | 1975年 | 民主党 |

## コロンビア特別区長（1975年 - 現在）
1975年以降、公選の首長と議会で市政が運営されている。
| 氏名                         | 就任   | 退任   | 政党   |
| ---------------------------- | ------ | ------ | ------ |
| ウォルター・ワシントン       | 1975年 | 1979年 | 民主党 |
| マリオン・バリー             | 1979年 | 1991年 | 民主党 |
| シャロン・プラット・ケリー   | 1991年 | 1995年 | 民主党 |
| マリオン・バリー             | 1995年 | 1999年 | 民主党 |
| アンソニー・A.・ウィリアムズ | 1999年 | 2007年 | 民主党 |
| エイドリアン・フェンティー   | 2007年 | 2011年 | 民主党 |
| ヴィンセント・C・グレー      | 2011年 | 2015年 | 民主党 |
| ミューリエル・バウザー       | 2015年 | 現在   | 民主党 |